# كيم هانكوك
كيم هانكوك (22 يوليو 1966 في نيوزيلندا - ) (بالإنجليزية: Kim Hancock) هو لاعب كريكت نيوزلندي.

## وصلات خارجية
- كيم هانكوك على موقع إي آس بي آن كريك إنفو (الإنجليزية)